# Диомеда
Диомеда (грч. Διομήδη) је у грчкој митологији било име више личности.

## Митологија
- Према Аполодору, била је кћерка Ксута и Креусе. Удала се за фокидског краља Дејона са којим је имала неколико деце; Астеродију, Аенета, Актора, Филака и Кефала.[1]
- Према Аполодору и Паусанији, била је Лапитова кћерка. Она се удала за Амикла и са њим имала неколико деце; Кинорта, Хијакинта, Лејаниру, Полибеју, Лаодамију и Дафну.[1] Неки извори јој приписују и сина Аргала.[2]
- У Хомеровој „Илијади“, била је Форбантова кћерка коју је Ахил отео на острву Лезбосу.[1] Била му је љубавница у време када је Агамемнон присвојио Брисеиду.[3] Ова личност се у литератури среће и као Диомедеја.[4]
- Неки извори наводе да је Хигин писао да је она Палантова кћерка и Еуријалова мајка.[5][6]